# 181. jaktflygdivisionen
181. jaktflygdivisionen även känd som Rudolf Röd var en jaktflygdivision inom svenska flygvapnet som verkade i olika former åren 1947–1973. Divisionen var baserad på Tullinge flygplats sydväst om Stockholm.

## Historik
Rudolf Röd var 1. divisionen vid Södertörns flygflottilj (F 18), eller 181. jaktflygdivisionen inom Flygvapnet. Divisionen bildades den 1 maj 1947, och beväpnades till en början med J 22. Ett flygplan som flögs fram till 1950. År 1950 tog flottiljens samtliga divisioner steget in i den så kallade jetåldern, genom en ombeväpningen till J 28B Vampire. Vampire blev kortvarig vid divisionen, då den redan 1956 ersattes av J 34 Hunter. År 1962 ombeväpnades divisionen till J 35B Draken. I slutet av 1960-talet planerades att divisionen skulle tillföras J 35F. Någon ombeväpning blev det aldrig, utan divisionen upplöstes och utgick ur krigsorganisationen från och med den 1 juli 1973.

## Materiel vid förbandet
| Jaktflygplan - 1947–1950: J 22 - 1950–1955: J 28B/C Vampire - 1956–1964: J 34 Hunter | - 1962–1964: J 35B´ Draken (så kallade B-prim) - 1964–1973: J 35B Draken |

## Förbandschefer
Divisionschefer vid 181. jaktflygdivisionen (Rudolf Röd) åren 1947–1973.
- 1947–1973: ???

## Anropssignal, beteckning och förläggningsort
| Rudolf Röd | 1947-05-01 | – | 1973-06-30 |

| 181. jaktflygdivisionen | 1947-05-01 | – | 1973-06-30 |

| Tullinge (F) | 1947-05-01 | – | 1973-06-30 |

## Galleri

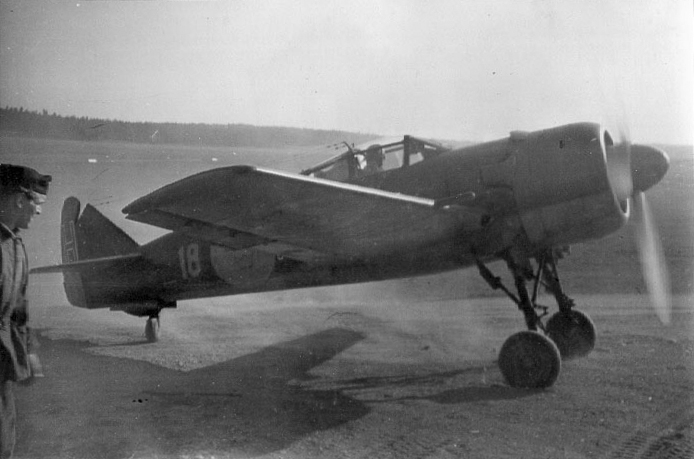
J 22 (1947–1950).
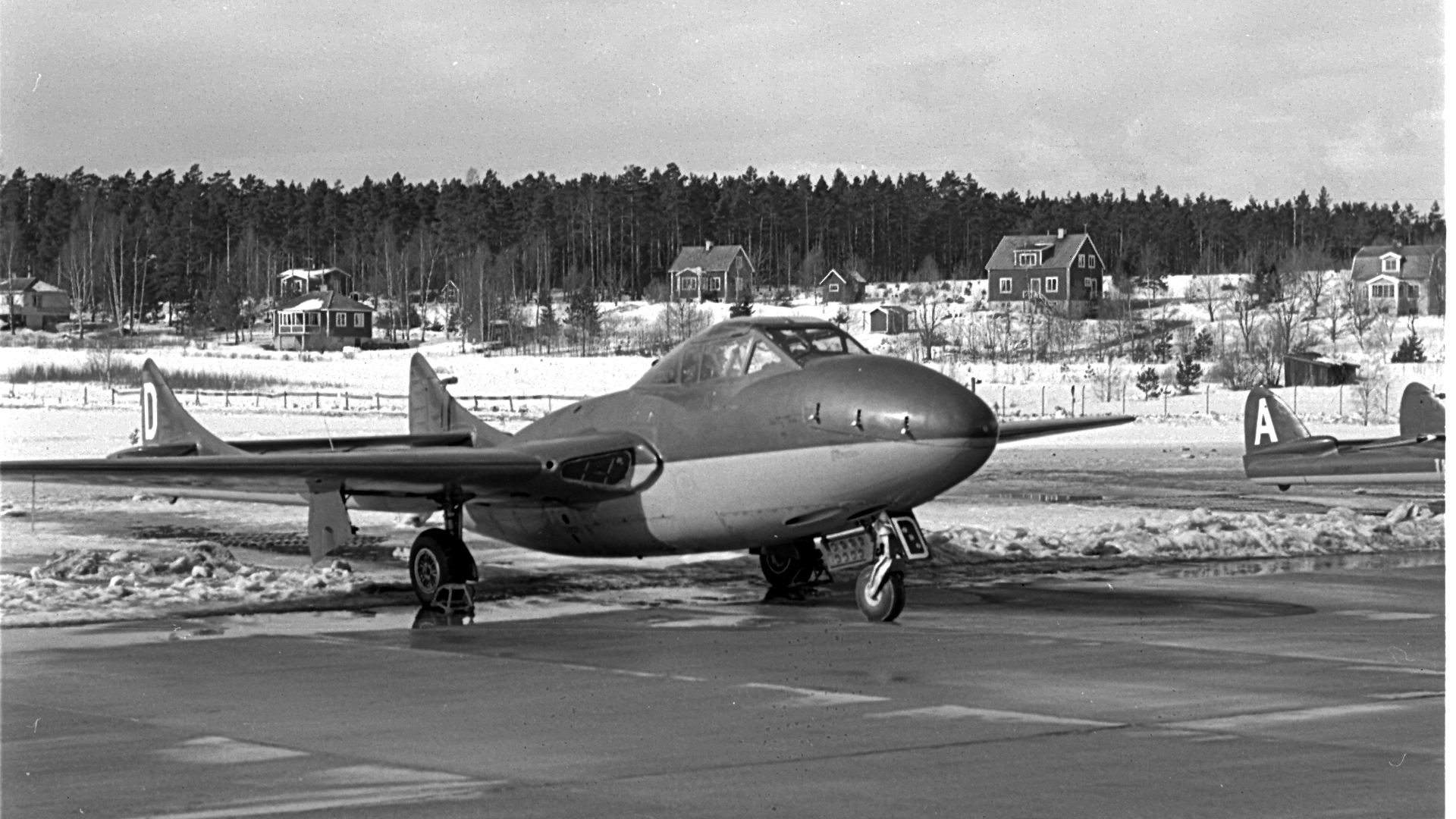
J 28 Vampire (1950–1956).
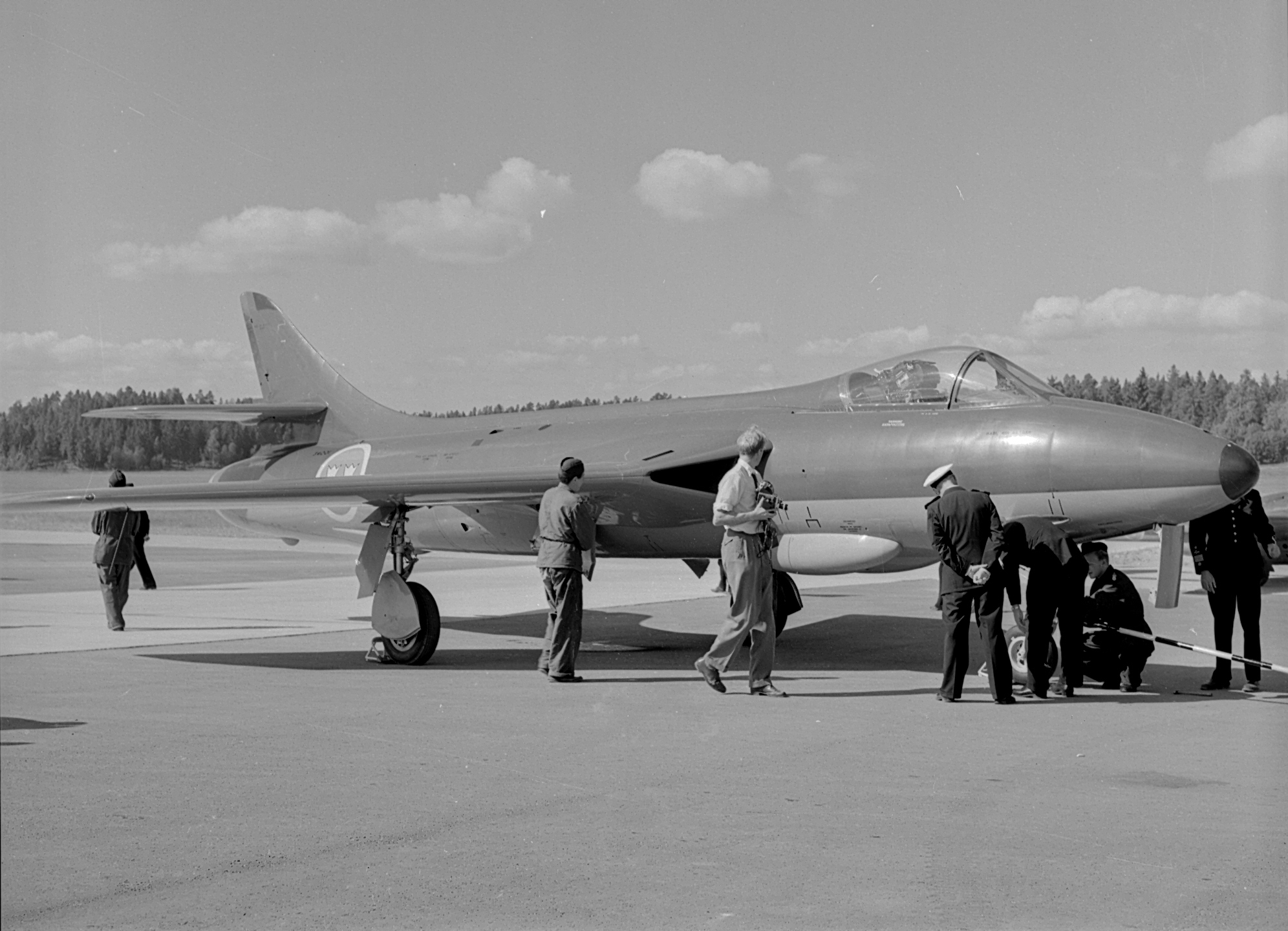
J 34 Hunter (1956–1962).
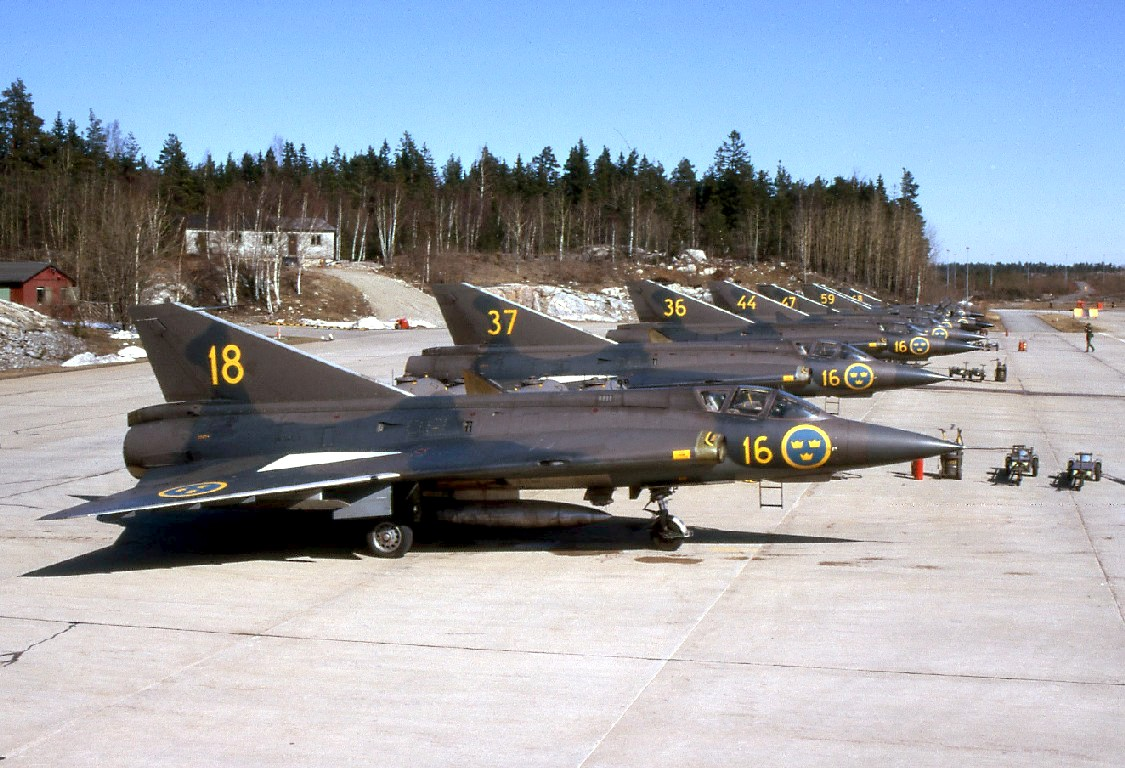
J 35 Draken (1962–1973).